# 板橋區 (日本)
板桥区（日语：／ Itabashi ku */?）是日本東京都23个特別区之一，位於東京市區西北荒川沿岸一带，與丰岛区、练马区、北区、埼玉縣和光市相鄰。

## 基本資料
- 面積：32.17平方公里
- 人口（2006年5月1日，含外國人）
  -     - 戶數：264,316戶（外國人9230戶）
    - 人數：525,849人（外國人15,938人）
- 相邻接的行政区
  - 东京都：北区、练马区、丰岛区
  - 埼玉县：和光市、户田市
- 區樹：櫸
- 區花：二輪草
- 區鳥：白鶺鴒
- 區公所：
  - 郵遞區號：173-8501
  - 地址：日本東京都板橋區板橋2-66-1
  - 電話：+81-3-3964-1111

## 人口
| 板橋區人口分布圖 |                                               |  |
| 板橋區與日本全國年齡別人口分布比較圖 （2005年資料） | 板橋區的年齡、男女別人口分布圖 （2005年資料） |  |
| ■紫色是板橋區 ■綠色是全国 | ■藍色是男性 ■紅色是女性                       |  |
| 板橋區人口變化 \| 1970年 \| 471,777人 \| \| \| 1975年 \| 498,286人 \| \| \| 1980年 \| 498,266人 \| \| \| 1985年 \| 505,556人 \| \| \| 1990年 \| 518,943人 \| \| \| 1995年 \| 511,415人 \| \| \| 2000年 \| 513,575人 \| \| \| 2005年 \| 523,083人 \| \| \| 2010年 \| 535,824人 \| \| \| 2015年 \| 561,916人 \| \| \| 2020年 \| 584,483人 \| \| |                                               |  |
| 資料來源：日本總務省統計中心提供之人口普查數據 |                                               |  |
| 1970年 | 471,777人                                     |  |
| 1975年 | 498,286人                                     |  |
| 1980年 | 498,266人                                     |  |
| 1985年 | 505,556人                                     |  |
| 1990年 | 518,943人                                     |  |
| 1995年 | 511,415人                                     |  |
| 2000年 | 513,575人                                     |  |
| 2005年 | 523,083人                                     |  |
| 2010年 | 535,824人                                     |  |
| 2015年 | 561,916人                                     |  |
| 2020年 | 584,483人                                     |  |

### 日夜間人口
2005年夜間人口（居住者）為507,799人，區外通勤者與通學生、居住者在內的區內日間人口為456,425人，是夜間人口的0.899。區內往區外的通勤者有141,961人，區外往區內的通勤者有94,337人。。

## 地理
此区屬於關東平原的一部分。北面以荒川、北西以白子川与埼玉县相接。在北部靠近荒川的區域，有新河岸川由西向東流經。在南部有石神井川由西向东橫切。區內屬於東京的市區，除了住宅區、商业區以外，在北部有許多工厂。有人認為，與豐島區、北區接鄰的東部（東武東上線的大山站以東、都營三田線的志村三丁目站以東）可算是市中心的一部份。

### 位置、面積
- 板橋區為在東京23區西北部，介於東經139度37分至44分、北緯35度43分至48分之間，面積32.17平方公里，在23區中名列第9。

### 地形、地質

#### 地形
- 東西長：北部約7.1公里，南部約4.5公里；南北長：東部約6.7公里，西部約3.4公里。
- 武藏野台地與荒川低地交界的崖線通過本區中央的小豆澤 - 志村 - 中台 - 西台 - 赤塚一帶，本地高低差明顯，形成許多坂道。前野町、中台、西台地區可見擂鉢狀的谷地（やと）地形，在過去是地下水湧出處。線在區內還可見藥師之泉（小豆澤3丁目）、出井泉跡（泉町）等地名。此外，見次公園（前野町4丁目）的水池，也是自然湧水所形成。

#### 地質
- 現在的板橋區一帶，在12萬年前的間冰期是位於海底。武藏野（成增）礫層下被稱為東京層的地層中曾挖掘出貝化石。10萬年前氣候冷化、海面後退，形成武藏野台地（成增台）的原型。當時的武藏野台地是古荒川與古多摩川，後古利根川等河川的氾濫平原。武藏野（成增）礫層的砂礫是來自當時的河川。隨著氣候逐漸冷化，海面逐漸後退，河川的氾濫平原也逐漸下降，在10萬年前至冰河期最盛期的2萬年前之間形成崖地。1萬年前冰河期結束後，海面逐漸上升，崖地下方成為今日荒川、新河岸川沿岸的低地。另一方面，崖地上方在富士山等飛來的火山灰（關東壤土層）堆積下，形成今日武藏野台地邊緣的高地地區。
- 主要河川：荒川、新河岸川、白子川、石神井川
- 湖沼：浮間之池

## 歷史
平安時代時，因架於石神井川上的木板橋在當時相當罕見，便接取作地名之用。此為最廣為接受的說法。當時板橋所指的約莫是現在的上板橋地區一帶。江戶時代起，因中山道通過下板橋地區，板橋所指便成了下板橋地區。板橋宿是江戶四宿（江戶的四個宿場）之一。
- 1932年10月1日 自北豐島郡9町村中編入東京市，成為「東京市板橋區」。
- 1947年5月3日 板橋區成為東京都22個特別行政區之一。
- 1947年8月1日 自此區另分出練馬區。

## 地域

### 主要活動
- 田遊（田遊び，たあそび） （國家重要無形民俗文化財）

為祈求五穀豐收與子孫繁榮，板橋區內的兩座神社在年初所舉行的傳統活動。
- 板橋花火大會（いたばし花火大会）

1951年（昭和26年），為紀念與埼玉縣戶田市的邊界確立所舉行。每年8月第1個星期六舉行。
- 板橋區民祭
- 板橋農業祭
- 板橋City馬拉松（板橋Cityマラソン）

### 地域區分
基本上可分為舊板橋町、舊上板橋村、舊志村、舊赤塚村4區，另外還有分為南部（板橋）與北部（志村）的2分法，分為板橋、志村、赤塚的3分法，板橋、上板橋（常盤台）、志村、赤塚、高島平的5分法。
舉例來說，通常將板橋地域（舊板橋町地域）與上板橋地域（舊上板橋村地域）視為廣義的板橋地域（板橋區南部地域）（警察、郵便、消防、土木、公園、水道、福祉等）。有時上板橋地域也稱為常盤台地域（都市計畫等）。
另外，通常將志村地域（舊志村地域）與赤塚地域（舊赤塚村地域）視為廣義的志村地域（板橋區北部地域）（消防、土木、公園、水道等）。這是因為歷史上設置於志村地域的行政機關大多涵蓋赤塚地域。
相當於過去德丸原的高島平、新河岸、三園有時也獨立為高島平地域（都市計畫等）。此地大半屬舊赤塚村，因此通常包含在赤塚地域，但有時也包含在志村地域（福祉等）。西台、中台、若木等西台地域有時也包含在赤塚地域（福祉等）。
志村地域中，坂下、蓮根、東坂下、舟渡等地域有時稱為蓮根地域或坂下地域，相當於西台地域除外的志村地域（福祉等），也有包含高島平地域的場合。
赤塚地域可見與埼玉縣南部相似的近郊風景。
除此之外，區民事務所與地域中心的分類法，還有大山地域與大谷口地域、德丸地域等更細的分區。

### 車牌號碼
板橋區屬練馬號碼（東京運輸支局）。

### 有線電視
- 豐島有線網路（豊島ケーブルネットワーク）－板橋４丁目
- J:COM 板橋－上述以外的其他區域

## 區政
- 區長：坂本健（2007年4月27日就任，第2任）

### 區議會
- 區議會議長：茂野善之
- 區議會議員席次：46（任期至平成27年4月30日）

### 嬰兒站發源地
- 2008年，日本第一座「嬰兒站」（赤ちゃんの駅）開設

### 區民事務所、地域中心

#### 區民事務所
- 仲町區民事務所
- 常盤台區民事務所
- 志村坂上區民事務所
- 蓮根區民事務所
- 下赤塚區民事務所
- 高島平區民事務所

#### 地域中心
板橋、熊野、仲宿、仲町、富士見、大谷口、常盤台、清水、志村坂上、中台、蓮根、舟渡、前野、櫻川、下赤塚、成增、德丸、高島平等18處。

### 姐妹都市、合作都市
- 栃木縣栗山村（現日光市）
  - 1983年6月7日 「綠與文化交流協定」
  - 1984年6月9日 「災害時相互援助協定」
- 伯靈頓（加拿大安大略）
  - 1989年5月 姉妹都市合作
- 檳城植物園（馬來西亞）
  - 1994年9月 簽署「友好合作共同聲明」
- 蒙古文化、體育和旅遊部（蒙古國）
  - 1996年10月 締結文化、教育交流協定
- 北京市石景山區（中華人民共和國）
  - 1997年10月 友好都市合作
- 波隆那（義大利 艾米利亞-羅馬涅）
  - 2005年7月 友好都市合作
- 石川縣金澤市
  - 2008年7月9日 「友好交流都市協定」

## 消防
- 東京消防廳
  - 板橋消防署 特別救助隊、救急隊1
    - 常盤台出張所 救急隊1
    - 小茂根出張所 特別消火中隊、救急隊1

  - 志村消防署 特別消火中隊、救急隊1
    - 蓮根出張所 救急隊1
    - 成增出張所 救急隊無
    - 赤塚出張所 救急隊1
    - 志村坂上出張所 化學機動中隊、救急隊1
    - 高島平出張所 救急隊1

## 醫療機關
- 帝京大學醫學部附屬醫院
- 日本大學醫學部附屬板橋醫院
- 東京都保健醫療公社豐島醫院
- 東京都健康長壽醫療中心
- 東京武藏野醫院
- 板橋中央總合醫院
- 小豆澤醫院
- 高島平中央總合醫院
- 板橋區醫師會醫院
- 常盤台外科醫院

## 郵局
集配郵便局
- 板橋郵便局
- 板橋北郵便局
- 板橋西郵便局

無集配郵便局
- 板橋四郵便局
- 新板橋郵便局
- 大山站前郵便局
- 中板橋郵便局
- 板橋彌生郵便局
- 板橋HAPPY ROAD郵便局
- 板橋中丸郵便局
- 板橋大谷口北郵便局
- 板橋大谷口郵便局
- 板橋大山郵便局
- 板橋幸町郵便局
- 板橋向原郵便局

- 板橋小茂根郵便局
- 板橋舟渡郵便局
- 板橋坂下郵便局
- 板橋坂下一郵便局
- 志村橋郵便局
- 板橋蓮根郵便局
- 板橋蓮沼郵便局
- 板橋清水郵便局
- 板橋志村郵便局
- 板橋富士見郵便局
- 板橋前野郵便局

- 板橋中台郵便局
- 板橋中台二郵便局
- 板橋常盤台郵便局
- 板橋常盤台三郵便局
- 板橋南常盤台郵便局
- 板橋東新町郵便局
- 上板橋郵便局
- 板橋西台郵便局
- 板橋新河岸團地內郵便局
- 板橋高島平郵便局
- 板橋高島平七郵便局

- 板橋西台站前郵便局
- 大東文化學園內郵便局
- 板橋德丸郵便局
- 板橋德丸五郵便局
- 板橋德丸三郵便局
- 板橋三園郵便局
- 赤塚三郵便局
- 板橋赤塚郵便局
- 板橋赤塚新町郵便局
- 板橋成增郵便局
- 板橋成增丘郵便局

## 交通

### 鐵路
東日本旅客鐵道（JR東日本）
- 埼京線：板橋站

東京都交通局（都營地下鐵）
- 三田線：新板橋站 - 板橋區役所前站 - 板橋本町站 - 本蓮沼站 - 志村坂上站 - 志村三丁目站 - 蓮根站 - 西台站 - 高島平站 - 新高島平站 - 西高島平站

東京地下鐵
- 有樂町線：地下鐵成增站

東武鐵道
- 東上本線：大山站 - 中板橋站 - 常盤台站 - 上板橋站 - 東武練馬站 - 下赤塚站 - 成增站

### 巴士
- 國際興業巴士運行區內大部分區域（部分地區有關東巴士與西武巴士）。成增地域有西武巴士往練馬方向，東武巴士往和光市方向。

### 道路
- 首都高速道路
  - 5號池袋線
  - 中央環狀線（中央環狀王子線、都道首都高速板橋足立線）
- 國道17號（中山道、新大宮bypass）
- 國道254號（川越街道）
- 東京都道68號練馬川口線（笹目通）
- 東京都道317號環狀六號線（山手通）
- 東京都道318號環狀七號線（環七通）
- 東京都道311號環狀八號線（環八通）
- 東京都道420號鮫洲大山線（大谷口中央通、HAPPY ROAD大山）
- 東京都道441號池袋谷原線（要町通、富士街道）
- 東京都道445號常盤台赤羽線（前野中央通、福壽通）
- 東京都道446號長後赤塚線（高島通、松月院通）
- 東京都道447號赤羽西台線（高島通）
- 舊東京都道448號荒川堤防線（廢除都道）

### 水上巴士
- 東京都公園協會
  - 東京水邊線：小豆澤碼頭（國際興業巴士志村營業所管轄之赤02、赤83、赤84系統於「小豆澤公園前」巴士站步行1分鐘，北赤羽站赤羽口步行15分鐘，志村坂上站A3-4出口步行15分鐘）

## 教育

### 大學
- 帝京大學
- 淑德短期大學
- 大東文化大學
- 東京家政大學
- 東洋大學總合體育中心
- 日本大學醫學部

### 短期大學
- 東京家政大學短期大學部
- 淑德短期大學

### 專修學校
都立
- 東京都立板橋看護專門學校

私立
- 日本大學醫學部附屬看護專門學校
- 帝京高等看護學院
- 板橋中央看護專門學校
- 成增高等看護學校
- 上板橋看護專門學校
- 彰榮復健專門學校（彰栄リハビリテーション専門學校）
- 日本健康齒科衛生專門學校（日本ウェルネス歯科衛生専門學校）
- 愛齒技工專門學校
- 資生堂美容技術專門學校
- 日本寵物及動物專門學校（日本ペット&アニマル専門學校）

### 高校
都立
- 東京都立板橋高等学校
- 東京都立板橋有徳高等學校
- 東京都立大山高等學校
- 東京都立北園高等學校
- 東京都立北豐島工業高等學校
- 東京都立高島高等學校

私立（含中高一貫校）
- 帝京中學校及高等學校
- 芝浦工業大學中學高等學校
- 淑德中學校、高等學校
- 城北中學校、高等學校
- 大東文化大學第一高等學校
- 東京家政大學附屬女子中學校、高等學校
- 日本大學豐山女子中學校、高等學校
- wits青山學園高等學校（ウィッツ青山學園高等学校）東京LETS校區
- 日本wellness高等學校（日本ウェルネス高等学校）東京校區

### 中學校
區立
- 板橋區立赤塚第一中學校
- 板橋區立赤塚第二中學校
- 板橋區立赤塚第三中學校
- 板橋區立板橋第一中學校
- 板橋區立板橋第二中學校
- 板橋區立板橋第三中學校
- 板橋區立板橋第五中學校

- 板橋區立加賀中學校
- 板橋區立上板橋第一中學校
- 板橋區立上板橋第二中學校
- 板橋區立上板橋第三中學校
- 板橋區立櫻川中學校
- 板橋區立志村第一中學校
- 板橋區立志村第二中學校
- 板橋區立志村第三中學校

- 板橋區立志村第四中學校
- 板橋區立志村第五中學校
- 板橋區立高島第一中學校
- 板橋區立高島第二中學校
- 板橋區立高島第三中學校
- 板橋區立中台中學校
- 板橋區立西台中學校
- 板橋區立向原中學校

### 小學校
區立
- 板橋區立赤塚小學校
- 板橋區立赤塚新町小學校
- 板橋區立板橋第一小學校
- 板橋區立板橋第二小學校
- 板橋區立板橋第四小學校
- 板橋區立板橋第五小學校
- 板橋區立板橋第六小學校
- 板橋區立板橋第七小學校
- 板橋區立板橋第八小學校
- 板橋區立板橋第九小學校
- 板橋區立板橋第十小學校
- 板橋區立大谷口小學校
- 板橋區立大山小學校（預定平成26年3月31日關校）
- 板橋區立加賀小學校
- 板橋區立金澤小學校
- 板橋區立上板橋小學校
- 板橋區立上板橋第二小學校
- 板橋區立上板橋第四小學校

- 板橋區立北野小學校
- 板橋區立北前野小學校
- 板橋區立紅梅小學校
- 板橋區立櫻川小學校
- 板橋區立志村小學校
- 板橋區立志村坂下小學校
- 板橋區立志村第一小學校
- 板橋區立志村第二小學校
- 板橋區立志村第三小學校
- 板橋區立志村第四小學校
- 板橋區立志村第五小學校
- 板橋區立志村第六小學校
- 板橋區立下赤塚小學校
- 板橋區立新河岸小學校
- 板橋區立高島第一小學校
- 板橋區立高島第二小學校
- 板橋區立高島第三小學校
- 板橋區立高島第五小學校

- 板橋區立高島第六小學校
- 板橋區立常盤台小學校
- 板橋區立德丸小學校
- 板橋區立中台小學校
- 板橋區立中根橋小學校
- 板橋區立成增小學校
- 板橋區立成增丘小學校
- 板橋區立蓮根小學校
- 板橋區立蓮根第二小學校
- 板橋區立富士見台小學校
- 板橋區立舟渡小學校
- 板橋區立前野小學校
- 板橋區立綠小學校
- 板橋區立三園小學校
- 板橋區立向原小學校
- 板橋區立彌生小學校
- 板橋區立若木小學校

私立
- 淑德小學校

### 特別支援學校
國立
- 筑波大學附屬桐丘特別支援學校

都立
- 東京都立志村學園
- 東京都立板橋特別支援學校
- 東京都立高島特別支援學校

區立
- 天津若潮學校（天津わかしお學校）（所在地在千葉縣鴨川市）

### 其他學校
- 東京朝鮮第三初級學校

## 文化設施
- 浮間公園－舟渡2丁目。公園跨越北區。
- 城北中央公園－櫻川1丁目與小茂根5丁目。公園跨越練馬區。
- 見次公園－前野町4丁目。湧水池。
- 東板橋公園－板橋3丁目。附設「板橋區立孩子動物園」（板橋区立こども動物園）併設。
- 赤塚公園－高島平3丁目。附設棒球場。著名的烤肉場地。
- 城北交通公園－坂下2丁目。附設有夜間照明設備的城北棒球場。
- 板橋區立教育科學館－常盤台4丁目。附設天文館。
- 板橋區立平和公園－常盤台4丁目。
- 板橋區螢生態環境館（板橋区ホタル生態環境館）－高島平4丁目。
- 板橋區立赤塚植物園－赤塚5丁目。
- 板橋區立鄉土資料館－赤塚5丁目。
- 板橋區立美術館－赤塚5丁目。
- 板橋區立熱帶環境植物館－高島平8丁目。
- 板橋區立生態城市中心（板橋区立エコポリスセンター）－前野町4丁目。
- 植村冒險館－蓮根2丁目。
- 板橋區立文化會館－大山東町。
- 板橋區立綠色會館（板橋区立グリーンホール）－榮町。
- 板橋區立成增act hall（板橋区立成增アクトホール）－成増3丁目。
- 綠色學院會館（グリーンカレッジホール，板橋區立老年學習廣場）－志村3丁目。
- 大原社會教育會館－大原町5丁目。
- 成增社會教育會館－成增1丁目。
- 板橋區公文書館、櫻井德太郎文庫、波隆那孩子繪本館（ボローニャ子ども絵本館）－本町。
- 小豆澤體育館－小豆澤3丁目。附設和弓場、洋弓場、網球場。
- 赤塚體育館－赤塚5丁目。附設溫水游泳池。
- 東板橋體育館－加賀1丁目。附設溫水游泳池。
- 高島平溫水游泳池－高島平8丁目。
- 新河岸陸上競技場－新河岸3丁目。
- 戶田硬軟兼用棒球場－舟渡3丁目。

## 其他公共設施
- 東京都中央批發市場（東京都中央卸売市場）板橋市場－高島平6丁目。
- 東京都交通局志村車輛檢修場（附設高島平乘務管理所與交通局志村宿舍）－高島平9丁目。
- 東京都水道局三園淨水場－三園2丁目。
- 東京都下水道局新河岸水再生中心－新河岸3丁目。設施上方為新河岸陸上競技場。
- 板橋清掃工場－高島平9丁目。

## 景點、古蹟
- 茂呂遺跡：都內最早確認的舊石器遺跡、東京都指定史蹟。小茂根5丁目。
- 志村一里塚：中山道第三個一里塚。保留江戶時代當時狀態的二基一對遺跡、國家指定史蹟。
- 緣切榎：本町舊中山道旁的神木。過去與槻木（つきのき）一同生長於板橋宿入口的大六天神社，傳聞能「斬斷緣分」（縁が尽きる）。
- 緣結欅：板橋站前的欅木（板橋區木）。
- 志村城址：志村2丁目。熊野神社內的空堀遺跡。前野原、中台、西台的地名分別意為本城前方的野原、中央台地與西側台地。
- 赤塚城址：赤塚5丁目。

### 神社佛閣
- 文殊院：仲宿。
- 乘蓮寺：赤塚5丁目。1973年（昭和48年），因首都高速道路5號線建設工程、國道17號線拓寬工程，從仲宿移轉至此。1977年建立東京大佛。
- 松月院：赤塚8丁目。內有中世紀赤塚城主千葉自胤墓、江戶時代末期活躍的西洋砲術家高島秋帆紀念碑。
- 觀明寺：板橋3丁目。遷移自加賀藩下屋敷的赤門。
- 日曜寺：大和町。本尊愛染明王。藍染業者的信仰。
- 德丸北野神社（德丸天神）：德丸6丁目。舊德丸地區(德丸、高島平、新河岸)氏神。田遊神事為國寶指定。
- 南藏院：蓮沼町。賞櫻名所。
- 冰川神社：冰川町。
- 板橋双葉冰川神社：双葉町。安置稻荷台出土的稻荷像。
- 蓮根冰川神社：蓮根2丁目。
- 天祖神社：南常盤台2丁目。
- 熊野神社：志村2丁目。建於志村城址。

## 觀光商業景點
- 永旺電影院：德丸2丁目。
- Seven Town小豆澤（セブンタウン小豆沢）：小豆澤3丁目。
- Round 1（ラウンドワン）Stadium板橋店：相生町。
- 板橋溫泉：宮本町。
- 前野原溫泉：前野町3丁目。
- おふろの王様光丘店：赤塚新町3丁目。
- 仲宿商店街
- HAPPY ROAD大山（ハッピーロード大山）
- 遊座大山商店街

## 企業
- S&B食品（エスビー食品）香料中心（本社事務所，宮本町。登記上的本社在中央區）
- Pastel（パステル）（東京本部，前野町）
- 賓得士（本社，前野町）
- 新日鐵住金（東京製造所，舟渡）
- 安斯泰來製藥（アステラス製薬）（蓮根事業所。臨床開發，品保部門）
- 山芳製菓（本社，常盤台）
- 湖池屋（本社，成増）
- TOPCON（トプコン）（本社，蓮沼町）
- TANITA（タニタ）（本社，前野町）
- 凸版印刷（工場，志村）
- DIC（東京工場，登記上の本店。本社在東京都中央區）
- 日本電產科寶（日本電産コパル）（本社，志村）
- 東武Store（東武ストア）（本社，上板橋。其他店舗）
- 東方酵母工業（オリエンタル酵母工業）（本社，小豆澤）
- 琳得科（リンテック）（本社，本町）
- 共立印刷（本社，清水町）
- Yoshiya（よしや）（本社，中板橋）
- 東洋油墨（十條中心，加賀）
- 三菱化學Medience（三菱化学メディエンス）（志村事業所及禁藥實驗室，志村；臨床試驗中心，清水町；食品檢査動物檢査中心，小豆澤）
- 第一硝子（本社，舟渡）
- Big-A.（ビッグ・エー）（本社，大山東町。其他店舗）
- CHINO（チノー）（本社，熊野町）
- 富山樂器（トヤマ楽器製造）（本社，大原町）
- 柳澤管樂器（本社，志村）
- 高橋製作所（本社，大原町）
- 安利美特（本社，彌生町）

## 體育隊伍
- 東京Excellence（東京エクセレンス）

## 著名人士
- 現代美術家
  - 村上隆
- 偶像
  - 稻垣吾郎（SMAP）：高島平
  - 辻希美（前早安少女組成員，現單飛）
  - 野呂佳代（前AKB48、前SDN48成員）：蓮根
  - 峯岸南（AKB48成員）：高島平
- 演員
  - 中山美穂：北園高校
  - 渥美清：志村
  - 瑛太：蓮根
  - 永山絢斗：蓮根
  - 江守徹:北園高校
  - 山崎賢人:志村第五中學校
- 藝人
  - 石橋貴明（隧道二人組）：小豆澤→成增，區內帝京高校出身
- 歌手
  - 坂本真綾（兼聲優）
- 作曲家
  - 伊藤賢治

## 備註
1. ↑  . 東京都総務局統計部人口統計課. 平成20年: 138,139ページ. OCLC 404318859.

## 外部連結
- 板橋區公所 （页面存档备份，存于）